# Conus kuiperi
Conus kuiperi é uma espécie de gastrópode do gênero Conus, pertencente à família Conidae.